# Srilekha Parthasarathy
Srilekha Parthasarathy (Tamil: ஸ்ரீலேகா பார்த்தசாரதி Telugu: శ్రిలేకా పార్థసారథి Malayalam: ശ്രീലേഖ പാര്ഥസാരഥി) es una cantante india, intérprete de la música tamil, conocida comúnmente por su nombre de pila como Srilekha. Tiene una voz versátil y ha experimentado un impresionante éxito en otros géneros de la música hindú, así como en los gazales.  Srilekha comenzó su carrera profesional en el año 2000, cuando interpretó un tema musical para un  anuncio de la empresa estatal  "Idhayam Oil" o  "Idhayam Petróleo", que fue producido en "Jothika".

## Biografía
Srilekha nació y se crio en Nueva Delhi. Completó sus estudios en la Escuela Secundaria superior de DTEA, Nueva Delhi. Siendo de sus familiares del sur de la India, pues ella aprendió el idioma y la música del norte del país, así como de la música occidental. A la edad de cuatro años, ganó el primer premio en el Concurso de Música Infantil, de forma anual en Nueva Delhi.

## Carrera
Su debut fue con el director de música Harris Jayaraj, para interpretar un tema musical titulado "Yedho Ondru" de la película "Laysa Laysa". Esta película también introdujo a Trisha, una de las actrices principales de la música Tamil. 
Su popularidad aumentó con muchos otros éxitos, con temas musicales como "Poo Mugam Siricha" para la película, "Kaadhalaagi" con SP Balasubramaniam, luego para la película "Pop Carn", con el tema musical titulada "Don’t worry be Happy", Whistle y "Sutthi Sutthi Varuven", para la película "Sena". Ella interpretó a dúo con SP Balasubrahmanyam, el tema musical titulado 'Kadhalagi kanindhadhu', para la película "Pop Corn", siendo una de las canciones más difíciles de interpretarlas.
Su carrera dio un salto con el éxito de taquilla con la canción titulada "Kalyaanam dhaan" de la película "Saamy". Esta canción encabezó las listas radiales de la música india. Luego fue seguido por "Vinodhane" de Thennavan, "Vaa Masakatre" de Kurumbu y "Ayurveda Azhagi" de Thiruda Thirudi.

## Listas de canciones del cine Tamil
| Año  | Película                         | Canción                   |
| ---- | -------------------------------- | ------------------------- |
| 2003 | Thennavan                        | Vinodhane - II            |
| 2003 | Thirumalai                       | Thimsu Kattai             |
| 2003 | Jore                             | Mummy Chellamma           |
| 2003 | Saamy                            | Kalyanamthaan             |
| 2003 | Whistle                          | Don't Worry Be Happy      |
| 2003 | Kovil                            | Kokku Meenai              |
| 2003 | Ottran                           | Chinnaveedu               |
| 2003 | Kurumbu                          | Vaa Masakaatre            |
| 2003 | Aalukkoru Aasai                  | Kaathal Kaathal           |
| 2003 | Earumugam                        | Azhagana 1                |
| 2004 | Aethiree                         | Saithane Saithane         |
| 2004 | Madurey                          | Pambarakkannu Pachamilaka |
| 2004 | Arasaktchi                       | Saiyo Saiyo               |
| 2004 | Jananam                          | Ore Oru Mutham            |
| 2004 | Kannadi Pookal                   | Kuthu Padhra              |
| 2005 | Ji                               | Thiruttu Rascal           |
| 2005 | Thotti Jaya                      | Yaari Singari             |
| 2005 | Gurudeva                         | Saiva Karuvadu            |
| 2006 | Parijatham '                     | Oru Nodi Iru Nodi         |
| 2006 | Kodambakkam                      | Adi Nee Oru               |
| 2006 | Devathaiyai Kanden               | Ore Oru Thopule           |
| 2007 | Vel                              | Onnappola                 |
| 2007 | Aanai                            | Aiy Idupattum             |
| 2007 | Veeramum Eeramum                 | Oru Shanam                |
| 2007 | Ammuvagiya Naan                  | Silir Silir Silirkkuthadi |
| 2007 | Kovai Brothers                   | Soota Kelapi              |
| 2007 | Piragu                           | Unnaipolla Pennai         |
| 2007 | Thalainagaram                    | Mathi Mathi Machaney      |
| 2008 | Nenjai Thodu                     | L K G                     |
| 2008 | Naayagan                         | Nila Nila Oodiva          |
| 2008 | Aayudham                         | Sarakku Sarakku           |
| 2008 | Newtonin Moondram Vidhi          | Paraparakkura             |
| 2012 | Raattinam                        | Assaththum Azhagu         |
| 2012 | Sattam Oru Iruttarai (2012 film) | Poochandi Paarvaiyil      |
| 2014 | Idhu Kathirvelan Kadhal          | Sara Sara Saravedi        |